# Ichneumon profugus
Ichneumon profugus är en stekelart som först beskrevs av Giovanni Antonio Scopoli 1763.  Ichneumon profugus ingår i släktet Ichneumon och familjen brokparasitsteklar. Inga underarter finns listade i Catalogue of Life.